# 安东尼奥·博尔热斯
安东尼奥·博尔热斯（葡萄牙語：António Borges，1898年10月18日—1959年9月24日），葡萄牙男子马术运动员。他曾代表葡萄牙参加1924年夏季奥林匹克运动会马术比赛，获得团体场地障碍赛铜牌和个人场地障碍赛第五名。